# Sennertia robusta
Sennertia robusta es una especie de ácaro del género Sennertia, familia Chaetodactylidae. Fue descrita científicamente por Delfinado and Baker en 1976.
Habita en India (Haryana, Tamil Nadu).